# Pierre de Voyer d’Argenson
Pierre de Voyer d’Argenson, wicehrabia de Mouzay (ur. 19 listopada 1625, zm. 1710) – gubernator generalny Nowej Francji w latach 1657–1661.
Starał się zaprowadzić porządek w kolonii, między innymi próbował usunąć z niej prostytutki. Dążył do uregulowania statusu kompanii kupieckiej – Nouvelle Compagnie. Usiłował także ograniczyć wpływy Kościoła katolickiego.